# Mozilla 24
Mozilla 24（モジラトゥエンティーフォー）とは、Mozilla Japanが主催し、日本・欧州・米国など世界各地を接続して24時間連続で開催されるイベントである。インターネットをもっとエキサイティングにするため、Mozillaの活動の先にある未来のインターネットの姿について考えるものとしている。

## 概要
2007年9月15日～9月16日に開催され、日本国内では三田（慶應義塾大学）・九段下（ベルサール九段）・渋谷（SHIBUYA BOXX）・京都（京都大学）の4か所が主会場となった。イベント内容については2007年5月31日から6月30日まで企画アイデアを公募し、その内容などを元にした企画が行われた。
Web上から参加できる事前プログラムが当日まで行われ、さらに当日の24時間でさまざまな企画が実施された。三田会場ではパネルディスカッション（人工衛星により海外会場と中継）などが、九段下会場ではパネルディスカッション・Live coding（プログラミングの様子を実況中継）・24時間チャレンジイベント・Tシャツ作成など各種体験型イベント（クリエイティブ・コモンズ・ジャパンなどが協力）などが、渋谷会場ではに・よん・なな・みゅーじっくなどの協力による音楽イベント「Firefox ROCK FESTIVAL」が実施された。日本時間の夜間にはUS会場からの衛星中継も行われた。当日はストリーミング中継によりインターネット経由で全世界からイベントの様子を視聴することができた。
なお、イベントの様子を撮影した動画は公式サイト上で公開されている（約半年間の期間限定公開）。

## 主な事前プログラム
- SANPO「接続する散歩道」
- あったらいいな拡張機能目安箱
- 隣のMozilla

## 当日行われた主なプログラム

### オンラインプログラム
- Firefoxの灯
- フォクすけ逃亡？　リアルフォックスハンティング[3]

### 三田会場
- パネルディスカッション
  - IT先駆者 vs 学生　イケてる?! オープンソース
    - 伊藤穣一などIT業界の著名人と有志学生によるパネルディスカッション。

  - 地球コンピュータ
    - 子供達が未来社会を予測し、大人に提言する「キッズでデジタルサミット」など。
- プレゼンテーション
  - SOI A+zilla Add on Competition ～develop open source, develop people～
    - 各国の開発者を対象としたMozillaのアドオン（拡張機能）コンテスト。

  - Open Source and Localization ～Europe and Asia joint workshop～
    - オープンソースソフトウェアのローカライゼーション（現地語化）に関する遠隔ワークショップ。フランスから中継。

  - 「Webブラウザのアクセシビリティを考える ～インド・アメリカより、視力障害者からの実用例～」
    - Mozilla Communityの視覚障害者によるプレゼンテーション。

### 九段下会場
- 体験型イベント
  - マチスましーん（マティスの機械）
  - フォクすけで作るCシャツ・ワークショップ
    - フォクすけの画像を使ったTシャツを作成するワークショップ。

  - MOGA
  - dotSPACE
- パネルディスカッション、プレゼンテーション
  - 出張 Shibuya.js 24
    - JavaScriptプログラマの非営利団体である「Shibuya.JS[4]」よるテクニカルトーク。

  - ドキッ! 丸ごとウェブ!! ブラウザだらけの討論大会 ～Chatでユーザのポロリもあるよ～
    - 各種ウェブブラウザの開発者・ユーザーによる討論大会。ユーザーはIRC経由でも参加。

  - Live coding @ Mozilla 24

- 24時間チャレンジイベント
  - 24時間TouchUpマラソン
    - TouchUpWebのしくみを使い、Firefoxでうまく動作しない・表示がおかしくなるようなウェブサイトを修正する。

  - DocFest M24
    - 自由/オープンソースのドキュメント、メッセージカタログの翻訳や作成を行う。

### アメリカ会場
- Mozilla 24 US Event
  - Web n.0
  - The age of literate machines – a visionary look at open source
  - Getting started in Open Source projects, or "Learning to be at the festival"
  - A glimpse at the future of Web technologies
  - Beyond the Padlock
  - Mozilla Developer Center Japan Project
    - Mozilla Developer Center日本語版の活動について。
    - 三田会場からの中継

  - Camellia: International Standard Encryption Algorithm from Japan
    - 三田会場からの中継

### 渋谷会場
- Firefox ROCK FESTIVAL'07 Supported by mF247
  - Firefox Stage
  - Firefox Cafe

## 参加した主な著名人

### 事前の対談・インタビュー
- Firefox CC Studio[5]
  - 坂本龍一
  - 小山田圭吾
  - 伊藤穣一

### パネルディスカッション等
- 村井純
- 伊藤穣一
- 大川恵子
- 湯川鶴章
- 砂原秀樹
- 小飼弾
- ミッチェル・ベーカー
- ヴィントン・サーフ

### Firefox ROCK FESTIVAL
- Firefox Stage
  - 少年ナイフ
  - MARS EURYTHMICS
  - ミドリ (バンド)
  - つしまみれ
  - Qomolangma Tomato
  - 101A
  - SLUGGER
  - 神田敏晶（司会）
- Firefox Cafe
  - 陣内大蔵
  - オーノキヨフミ
  - AJI
  - 吉田直矢・APO
  - 黒色すみれ
  - marron
  - 南謙一（司会）